# Alex Vincent
Alex Vincent, właśc. Alexander Vincent LoScialpo (ur. 29 kwietnia 1981 w Newark w New Jersey) – amerykański aktor dziecięcy, występował w roli małego Andy’ego Barclaya w dwóch filmach z popularnej serii o morderczej zabawce – Laleczka Chucky i Powrót laleczki Chucky – za którą nominowany był do nagrody Saturn w roku 1990.
Vincent urodził się w Newark w stanie New Jersey, a wychowywał się w Maywood. W 1999 roku ukończył Hackensack High School w Hackensack.
Po dwudziestu trzech latach aktor po raz trzeci wcielił się w rolę Andy’ego Barclaya – tym razem dorosłego mężczyzny – w szóstym filmie z serii o laleczce Chucky, zatytułowanej Klątwa laleczki Chucky.

## Filmografia

### Filmy fabularne
- 1988 – Laleczka Chucky – Andy Barclay
- 1989 – Byle do wiosny – Federico
- 1990 – Powrót laleczki Chucky – Andy Barclay
- 1993 – Rodzinny skarb – Jeff Danieloff
- 2011 – On the Ropes – telefoniczny rozmówca
- 2013 – Klątwa laleczki Chucky – Andy Barclay
- 2017 – Kult laleczki Chucky – Andy Barclay

### Seriale TV
- 2021 – Chucky - Andy Barclay